# Siervas del Sagrado Corazón de María
La Congregación de Hermanas Siervas del Sagrado Corazón de María (oficialmente en francés: Congregation des Sœurs Servantes du Saint-Cœur de Maria) es una congregación religiosa católica femenina de derecho pontificio, fundada por el sacerdote espiritano francés François-Jean-Baptiste Delaplace, con la ayuda de Jeanne-Marie Moysan, en París, el 19 de marzo de 1860. A las religiosas de este instituto se les conoce como Siervas del Sagrado Corazón de María y posponen a sus nombres las siglas S.S.C.M.

## Historia
El sacerdote francés François-Jean-Baptiste Delaplace, de la Congregación del Espíritu Santo (espiritanos), con la ayuda de Jeanne-Marie Moysan, fundó en París, el 19 de marzo de 1860, una congregación religiosa de mujeres dedicadas a la educación e instrucción cristiana de la juventud, y a la atención de enfermos y ancianos. La obra recibió la aprobación diocesana en 1899 por el arzobispo de París.
El instituto se expandió rápidamente por varias ciudades francesas, llegando incluso a tener las primeras casas en Estados Unidos (1889) y Canadá (1892). Luego de la aprobación pontifica, el 8 de julio de 1902, la congregación se expandió principalmente en Canadá, notando un decrecimiento en Francia, a causa de las leyes anticlericales de 1903. En los años 50, el instituto abrió paso a las misiones en Cuba, Camerún y Argentina.

## Organización
La Congregación de Hermanas Siervas del Sagrado Corazón de María es un instituto religioso centralizado, cuyo gobierno es ejercido por la superiora general, coadyuvada por su consejo. La sede central se encuentra en Montreal (Canadá).
Las siervas del Sagrado Corazón de María, siendo consecuentes con su carisma, se dedican a la educación de la juventud y a la atención de los enfermos y ancianos, viven según la Regla de San Agustín y su espiritualidad se basa en la devoción del Sagrado Corazón de María. El instituto hace parte de la Familia espiritana.
En 2015, la congregación contaba con unas 475 religiosas y 30 comunidades, presentes en Argentina, Camerún, Canadá, Cuba, Estados Unidos, Francia, Perú y República Democrática del Congo.